# رجال الحسم (مسلسل)
رجال الحسم مسلسل سوري من ثلاثين حلقة من إخراج المخرج السوري نجدت أنزور وتأليف فايز بشير وإنتاج شركة (الهاني) وتلفزيون أبو ظبي القناة الفضائية.
احداث المسلسل تدور عن احداث نكسة حزيران عام 1967 وجرائم الموساد الإسرائيلي hgo
عام1967 م ويتناول موضوع الجاسوسية وقصة الشاب (فارس) المدرس الجولاني الذي خدم في كتيبة المغاوير سابقاو بعدها شارك في الحرب والذي بدوره فقد والدته واخيه الأصغر فيها فيقرر الانتقام لهم عبر القيام بعملية فدائية في الأرض المحتلة، ولكن الظروف تحول دون تحقيق ذلك...,غير أن إصرار (فارس) على القيام بعمل ما يدفعه للسفر إلى السفر إلى ألمانية الغربية والعمل في بار حيث أنه في ما بعد أصبح يرتاده أشخاص من الموساد الإسرائيلي بعد أن يغير اسمه ليبدأ التقرب منهم وبعد تعاقب الأحداث المشوقة يتعرف على فتاة إسرائيلية وينجح من خلالها بالدخول إلى إسرائيل لتبدأ بعد ذلك عملية تجسس تتخللها سلسلة من الأحداث الساخنة والمثيرة.
يشارك في المسلسل زهاء 100 ممثل وممثلة من سوريا ولبنان والأردن وروسيا تعلم كثيرون منهم اللغة العبرية من أجل بعض المشاهد. كما استعان المخرج بخبراء من بريطانيا في تصوير مشاهد المعارك في العمل.

## المشاركين
أسماء الممثلين الذين شاركوا في العمل وأسماء ادوارهم
من سوريا:
- باسل خياط فارس.
- عبد الرحمن أبو القاسم أبو فارس.
- تاج حيدر ليلى.
- منى واصف أم خليل.
- أيمن رضا أبو عراج وهو نفسه إسحاق.
- رامي حنا عدنان.
- ميلاد يوسف طلال.
- نادين خوري مادلين.
- عادل أبو حسون ميتان.
- مجد الداهوك سالم.
- فايز قزق.
- نجاح سفكوني جدعون
- علاء قاسم الرائد أبو سامر.
- فايز قزق أيليا.
- سليم صبري هنري.
- محمد الأحمد زيفاي.
- اسكندر عزيز (أبو عدنان).
- حمد رافع (خليل).
- كندا حنا (سلمى).
- سوسن أبو الخير ليغا.
- ريما الشيخ ليندا.

من لبنان:
- مايا نصري ميراج -سارة.
- نادين نسيب نجيم آن.
- وليد العلايلي
- نيكولا معوض
- علي الزين

من الأردن
- النجم الكبير ياسر المصري ايفال